# Diploglena
Genre
Diploglena est un genre d'araignées aranéomorphes de la famille des Caponiidae.

## Distribution
Les espèces de ce genre se rencontrent en Afrique du Sud, en Namibie et au Botswana.

## Description
Les espèces de Diploglena comptent deux yeux.

## Liste des espèces
Selon World Spider Catalog (version 16.5, 15/09/2015) :
- Diploglena arida Haddad, 2015
- Diploglena capensis Purcell, 1904
- Diploglena dippenaarae Haddad, 2015
- Diploglena karooica Haddad, 2015
- Diploglena major Lawrence, 1928
- Diploglena proxila Haddad, 2015

## Publication originale
- Purcell, 1904 : Descriptions of new genera and species of South African spiders. Transactions of the South African Philosophical Society, vol. 15, p. 115-173 (texte intégral).